# Bessenay
Bessenay est une commune française située dans le département du Rhône, en région Auvergne-Rhône-Alpes.

## Géographie

### Localisation
Bessenay est située en bordure de la vallée de la Brévenne, à 8 km au sud-ouest de L'Arbresle, à 15 km au sud-est de Tarare et à 20 km à l'ouest de Lyon.
| Saint-Julien-sur-Bibost | Bibost, Savigny |          |
| Brullioles              | Bessenay        | Chevinay |
|                         | Brussieu        | Courzieu |

### Voies de communication
Bessenay est desservie principalement par la départementale 389 qui emprunte la vallée de la Brévenne.

### Transports
La commune est desservie par les lignes régulières 142 et 257 et la ligne scolaire 307 des cars du Rhône.
La gare SNCF la plus proche est celle de Sain-Bel, desservie par le tram-train de l'Ouest lyonnais.

### Climat
Pour des articles plus généraux, voir Climat d'Auvergne-Rhône-Alpes et Climat du Rhône.
En 2010, le climat de la commune est de type climat océanique dégradé des plaines du Centre et du Nord, selon une étude du Centre national de la recherche scientifique s'appuyant sur une série de données couvrant la période 1971-2000. En 2020, Météo-France publie une typologie des climats de la France métropolitaine dans laquelle la commune est exposée à un climat de montagne ou de marges de montagne et est dans la région climatique  Nord-est du Massif Central, caractérisée par une pluviométrie annuelle de 800 à 1 200 mm, bien répartie dans l’année. 
Pour la période 1971-2000, la température annuelle moyenne est de 10,5 °C, avec une amplitude thermique annuelle de 17 °C. Le cumul annuel moyen de précipitations est de 791 mm, avec 9,1 jours de précipitations en janvier et 6,6 jours en juillet. Pour la période 1991-2020, la température moyenne annuelle observée sur la station météorologique de Météo-France la plus proche, « Brindas », sur la commune de Brindas à 12 km à vol d'oiseau, est de 12,2 °C et le cumul annuel moyen de précipitations est de 717,6 mm,. Pour l'avenir, les paramètres climatiques de la commune estimés pour 2050 selon différents scénarios d'émission de gaz à effet de serre sont consultables sur un site dédié publié par Météo-France en novembre 2022.

## Urbanisme

### Typologie
Au 1er janvier 2024, Bessenay est catégorisée bourg rural, selon la nouvelle grille communale de densité à sept niveaux définie par l'Insee en 2022.
Elle est située hors unité urbaine. Par ailleurs la commune fait partie de l'aire d'attraction de Lyon, dont elle est une commune de la couronne,. Cette aire, qui regroupe 397 communes, est catégorisée dans les aires de 700 000 habitants ou plus (hors Paris),.

### Occupation des sols
L'occupation des sols de la commune, telle qu'elle ressort de la base de données européenne d’occupation biophysique des sols Corine Land Cover (CLC), est marquée par l'importance des territoires agricoles (84 % en 2018), en diminution par rapport à 1990 (86,5 %). La répartition détaillée en 2018 est la suivante : 
prairies (43 %), zones agricoles hétérogènes (38,7 %), forêts (10,4 %), zones urbanisées (5,6 %), cultures permanentes (2,4 %). L'évolution de l’occupation des sols de la commune et de ses infrastructures peut être observée sur les différentes représentations cartographiques du territoire : la carte de Cassini (XVIIIe siècle), la carte d'état-major (1820-1866) et les cartes ou photos aériennes de l'IGN pour la période actuelle (1950 à aujourd'hui).

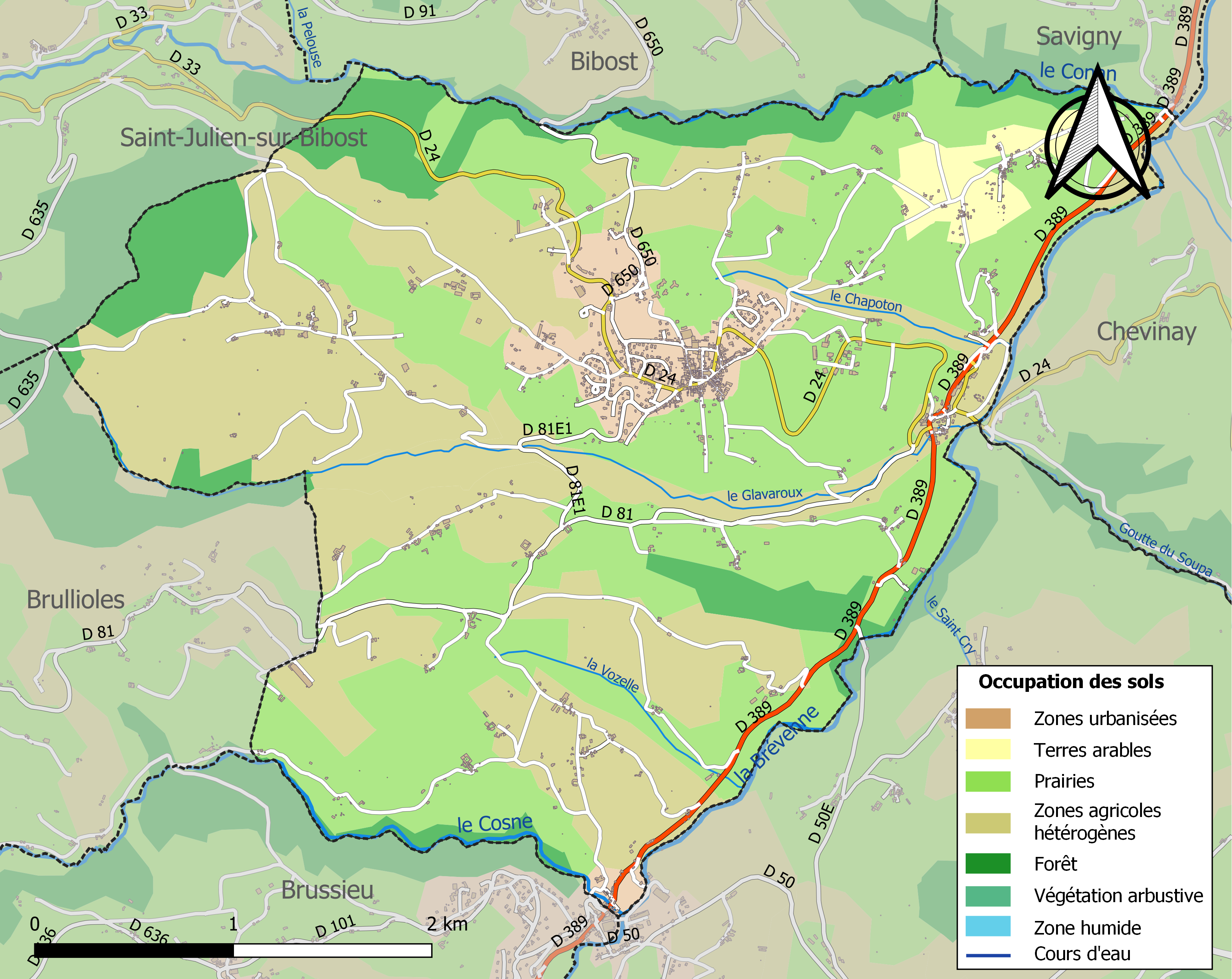
Carte des infrastructures et de l'occupation des sols de la commune en 2018 (CLC).

## Toponymie
Sens du toponyme : bois de bouleaux ? Du gaulois *bettio, "bouleau" + particule -en- de sens incertain (dépendance ?) + suffixe gallo-romain d'appartenance -acum.

## Politique et administration

### Administration municipale
| Période      | Période   | Identité                        | Étiquette | Qualité                                                               |
| ------------ | --------- | ------------------------------- | --------- | --------------------------------------------------------------------- |
| 1793         | 1794      | Christophe Michaud              |           |                                                                       |
| 1794         | 1795      | Jacques Deveaux                 |           |                                                                       |
| 1799         | 1812      | Christophe Michaud              |           |                                                                       |
| 1812         | 1845      | François Leullion de Thorigny   |           | Propriétaire Conseiller général du canton de L'Arbresle (1833 → 1845) |
| 1845         | 1847      | Jean Antoine Reverdy            |           |                                                                       |
| 1847         | 1865      | Pierre Marie Michaud            |           |                                                                       |
| 1865         | 1872      | Georges de Leullion de Thorigny |           |                                                                       |
| 1876         | 1880      | Jean-François Pelosse           |           |                                                                       |
| 1881         | 1904      | Jean Antoine Grataloup          |           |                                                                       |
| 1904         | 1912      | Jean Louis Desaintjean          |           |                                                                       |
| 1912         | 1935      | Louis Carrier                   |           |                                                                       |
| 1935         | 1943      | Paul Vallon                     |           |                                                                       |
| 1943         | 1947      | Pierre Marie Farge              |           |                                                                       |
| octobre 1947 | mars 1959 | Marcel Dumas                    |           |                                                                       |
| mars 1959    | mars 1977 | Louis Chambe                    |           |                                                                       |
| mars 1977    | mars 1983 | Guy Delay                       |           |                                                                       |
| mars 1983    | mars 2001 | Bernard Fargere                 |           |                                                                       |
| mars 2001    | mai 2020  | Bruno Subtil                    | DVD       | Enseignant Vice-président de la CC du Pays de L'Arbresle              |
| mai 2020     | En cours  | Karine Forest                   |           |                                                                       |

### Intercommunalité
Bessenay fait partie de la communauté de communes du Pays de L'Arbresle.

## Population et société

### Démographie
L'évolution du nombre d'habitants est connue à travers les recensements de la population effectués dans la commune depuis 1793. Pour les communes de moins de 10 000 habitants, une enquête de recensement portant sur toute la population est réalisée tous les cinq ans, les populations de référence des années intermédiaires étant quant à elles estimées par interpolation ou extrapolation. Pour la commune, le premier recensement exhaustif entrant dans le cadre du nouveau dispositif a été réalisé en 2004.

En 2022, la commune comptait 2 351 habitants, en évolution de +3,75 % par rapport à 2016 (Rhône : +3,93 %, France hors Mayotte : +2,11 %).
| 1793  | 1800  | 1806  | 1821  | 1831  | 1836  | 1841  | 1846  | 1851  |
| ----- | ----- | ----- | ----- | ----- | ----- | ----- | ----- | ----- |
| 1 400 | 1 127 | 1 208 | 1 625 | 1 958 | 2 016 | 2 014 | 2 103 | 2 222 |

| 1856  | 1861  | 1866  | 1872  | 1876  | 1881  | 1886  | 1891  | 1896  |
| ----- | ----- | ----- | ----- | ----- | ----- | ----- | ----- | ----- |
| 2 182 | 2 222 | 2 100 | 2 285 | 2 134 | 2 284 | 2 139 | 2 153 | 2 039 |

| 1901  | 1906  | 1911  | 1921  | 1926  | 1931  | 1936  | 1946  | 1954  |
| ----- | ----- | ----- | ----- | ----- | ----- | ----- | ----- | ----- |
| 2 043 | 2 020 | 1 855 | 1 565 | 1 697 | 1 682 | 1 665 | 1 247 | 1 305 |

| 1962  | 1968  | 1975  | 1982  | 1990  | 1999  | 2004  | 2006  | 2009  |
| ----- | ----- | ----- | ----- | ----- | ----- | ----- | ----- | ----- |
| 1 306 | 1 252 | 1 303 | 1 572 | 1 611 | 1 830 | 2 083 | 2 137 | 2 230 |

| 2014  | 2019  | 2022  | - | - | - | - | - | - |
| ----- | ----- | ----- | - | - | - | - | - | - |
| 2 199 | 2 340 | 2 351 | - | - | - | - | - | - |

### Enseignement
L'école les Écharas, localisée au centre de Bessenay (vers la mairie), permet d'accueillir de la toute petite section au cm2.
Par la suite, un arrêt de bus sur la place du village permet d'acheminer les collégiens et les lycéens.

### Manifestations culturelles et festivités
- La fête de la cerise

### Santé
Bessenay compte une multitude d'associations sportives et culturelles qui en font un village avec une exceptionnelle dynamique. Parmi elles, la plus importante semble être la Société Bessenoise de Basket qui évoluait il y a quelques années à haut niveau et dont l'équipe senior actuelle tend à se rapprocher de ce glorieux passé. La SBB gère également plusieurs équipes jeunes féminines et masculines.
Le club organise chaque année en septembre un concours de Pétanque qui reste le rendez-vous de l'année pour les amateurs de boules de la région.

## Culture locale et patrimoine

### Lieux et monuments

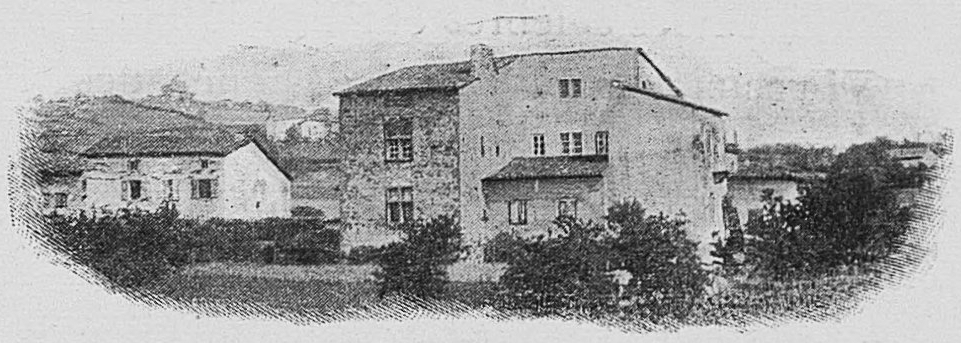
L'ancien château du Mas.

- L'église Saint-Irénée, construite à partir de 1855 sur les plans de l'architecte Pierre Bossan. Les travaux réalisés par l'entrepreneur Claude Dorier, ont été placés sous la direction de l'architecte Bresson. L'église est terminée pour la messe de Noël 1858. Les vitraux ont été réalisés au XIXe siècle par les peintres verriers Jean-Baptiste Barrelon, Lucien Bégule, Laurent-Charles Maréchal dit Maréchal de Metz, Lucien-Léopold Lobin de Tours, l'atelier Pagnon-Deschelette de Lyon. Le clocher a été réalisé en 1862-1863.
- La chapelle de Ripan est située sur une colline face au village de Bessenay.
- Le château du Mas.

### Personnalités liées à la commune
- Vincent Fontan (1842 - 1903), sculpteur français, est né dans la commune.